# Pierre Dac

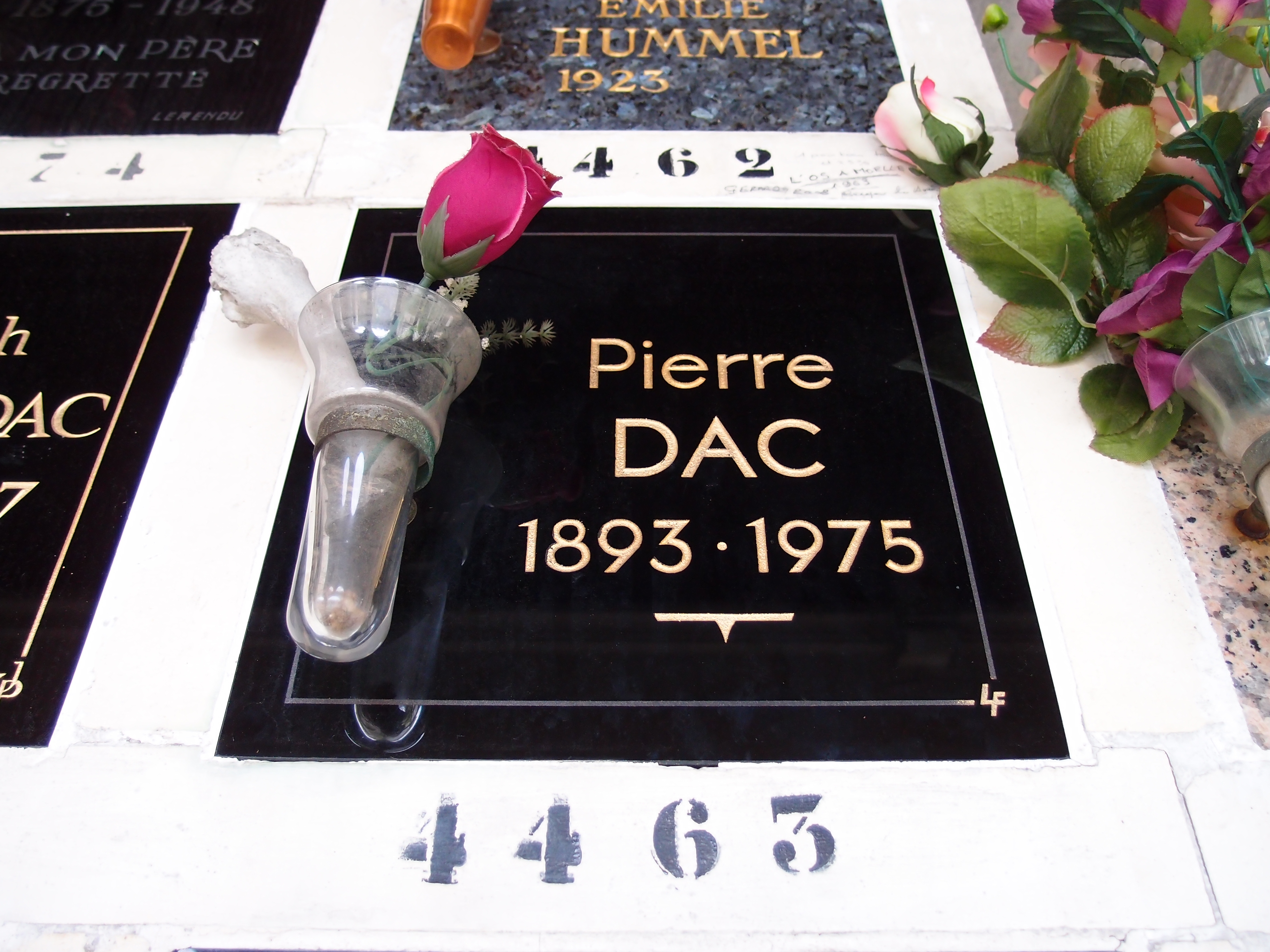
Urnengrab von Pierre Dac auf dem Cimetière du Père Lachaise in Paris

Pierre Dac (* 15. August 1893 in Châlons-sur-Marne als André Isaac; † 9. Februar 1975 in Paris) war ein französischer Schauspieler, Humorist und Komödiant. Er liegt auf dem Friedhof Père-Lachaise begraben.
Sein Talent zum Absurden, wie es sich zum Beispiel in dem in bedeutend erscheinender Sprache beschriebenen, letztlich aber völlig inhaltsleeren Phantasieobjekt Schmilblick widerspiegelt, hat französische Humoristen wie Coluche beeinflusst. „Schmilblick“ fand Eingang in die französische Umgangssprache als Ausdruck für eine Aufgabe oder Situation, die entschlossenes Handeln erfordert.

## Leben

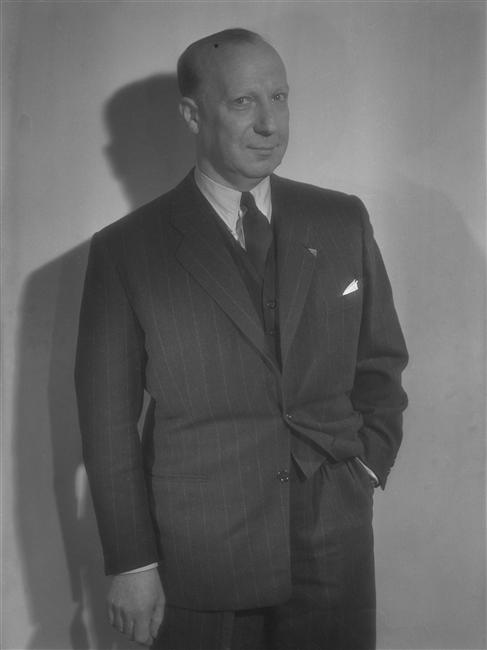
Pierre Dac (1947)

Pierre Dac kam aus einfachen Verhältnissen. In den 1930er Jahren begann er im Pariser Stadtteil Montmartre eine Karriere als Sänger. 1938 gab er die Publikation L’Os à Moelle, organe officiel des loufoques heraus, zu der auch Robert Rocca, Jean Effel, Moisan und andere beitrugen. Das Wort „loufoques“ entstammt dem „louchébem“-Argot und bedeutet so viel wie „Verrückte“. In der ersten Ausgabe erklärte sich Pierre Dac zum „König der loufoques“. In absurden Beiträgen wurde zum Beispiel Werbung für Geldbeutel mit Tanks (für flüssiges Geld) gemacht. Das Magazin verschwand nach dem Mai 1940, tauchte aber bis 1965 in einzelnen Ausgaben wieder auf, an denen unter anderem René Goscinny und Jean Yanne beteiligt waren.
Von 1943 an war Pierre Dac Humorist bei Radio Londres, einem von der British Broadcasting Corporation (BBC) von England aus gesendeten französischsprachigen Programm für das im Zweiten Weltkrieg von den Nazis geteilte Frankreich. Hier lieferte er sich einen regelrechten Propagandakrieg mit dem Vichy-Politiker Philippe Henriot.
Nach dem Krieg bildete er zusammen mit Francis Blanche ein komisches Duo, das mit Sketchen wie Sar Rabindranath Duval bekannt wurde. Dac und Blanche schufen die überaus populäre Hörspielreihe Signé Furax, die 1951 beim öffentlichen französischen Sender Radiodiffusion-Télévision Française (RTF) und von 1956 bis 1960 bei Europe 1 ausgestrahlt wurde. Mitwirkende waren unter anderem auch Jean Carmet, Raymond Devos und Jacques Dufilho. Die Serie erschien später auch in der Zeitung France Soir als Comic. Später schuf Pierre Dac zusammen mit Louis Rognoni die Agentenparodie Bons baisers de partout, die mehrere hundert Episoden lang zwischen 1965 und 1974 auf France Inter gesendet wurde.
1965 erklärte Pierre Dac seine Kandidatur für das Amt des Französischen Staatspräsidenten, zog diese auf Druck der Regierung hin aber wieder zurück.

## Filmografie (Auswahl)
- 1961: Der tolle Amerikaner (La belle Américaine)
- 1962: Der Gorilla fletscht die Zähne (Le gorille a mordu l'archevêque)
- 1964: Ein toller Bobby, dieser Flic (Allez France!)
- 1968: Balduin, der Trockenschwimmer (Le petit baigneur)
- 1974: Trio Infernal (Le trio infernal)